# Nomar Garciaparra

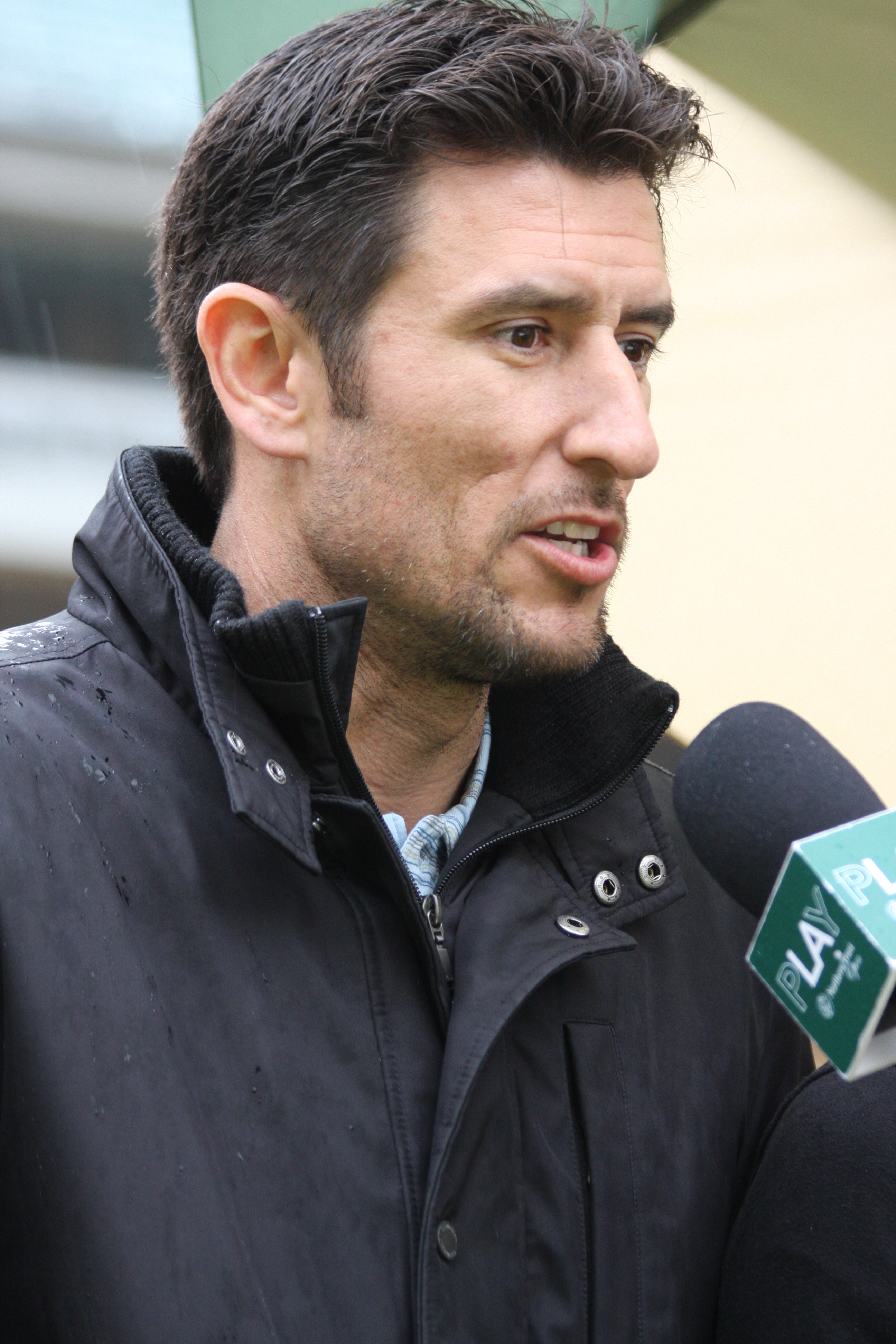
Nomar Garciaparra, 2010.

Anthony Nomar Garciaparra, född den 23 juli 1973 i Whittier i Kalifornien, är en amerikansk före detta professionell basebollspelare som spelade som shortstop för Boston Red Sox, Chicago Cubs, Los Angeles Dodgers och Oakland Athletics i Major League Baseball (MLB) mellan 1996 och 2009.
Han blev draftad av Boston Red Sox i 1994 års MLB-draft.
Garciaparra vann en Silver Slugger Award.
Garciaparra är gift med den tidigare fotbollsspelaren Mia Hamm.